# Casa de Reichenstein
Casa de Reichenstein a fost o familie nobilă de cavaleri menționată pentru prima dată în 1166/1179 cu proprietăți în Basel, Sundgau și sudul Pădurii Negre, fiind vasali ai Austriei Anterioare, ai Principatului Episcopal de Basel, și ai Marcăi de Baden.